# Chamaedoreeae
Chamaedoreeae es una tribu de plantas con flores perteneciente a la subfamilia Arecoideae dentro de la familia Arecaceae. 
Tiene los siguientes géneros.

## Géneros
- Aeria O. F. Cook = Gaussia H. Wendl.
- Anothea O. F. Cook, = Chamaedorea Willd.
- Chamaedorea Willd.
- Cladandra O. F. Cook = Chamaedorea Willd.
- Collinia (Liebm.) Liebm. ex Oerst. = Chamaedorea Willd.
- Dasystachys Oerst. = Chamaedorea Willd.
- Discoma O. F. Cook = Chamaedorea Willd.
- Docanthe O. F. Cook, = Chamaedorea Willd.
- Eleutheropetalum H. Wendl. = Chamaedorea Willd.
- Eucheila O. F. Cook, = Chamaedorea Willd.
- Gaussia H. Wendl.
- Hyophorbe Gaertn.
- Kinetostigma Dammer = Chamaedorea Willd.
- Kunthia Humb. & Bonpl. = Chamaedorea Willd.
- Legnea O. F. Cook,  = Chamaedorea Willd.
- Lobia O. F. Cook, = Chamaedorea Willd.
- Lophothele O. F. Cook, = Chamaedorea Willd.
- Mascarena L. H. Bailey = Hyophorbe Gaertn.
- Mauranthe O. F. Cook = Chamaedorea Willd.
- Meiota O. F. Cook, = Chamaedorea Willd.
- Migandra O. F. Cook = Chamaedorea Willd.
- Morenia Ruiz & Pav. = Chamaedorea Willd.
- Neanthe O. F. Cook = Chamaedorea Willd.
- Nunnezharia Ruiz & Pav. = Chamaedorea Willd.
- Nunnezia Willd. = Chamaedorea Willd.
- Omanthe O. F. Cook, = Chamaedorea Willd.
- Opsiandra O. F. Cook = Gaussia H. Wendl.
- Paranthe O. F. Cook, = Chamaedorea Willd.
- Platythea O. F. Cook, = Chamaedorea Willd.
- Rathea H. Karst. = Synechanthus H. Wendl.
- Reineckea H. Karst. = Synechanthus H. Wendl.
- Spathoscaphe Oerst. = Chamaedorea Willd.
- Stachyophorbe (Liebm. ex Mart.) Liebm. = Chamaedorea Willd.
- Stephanostachys (Klotzsch) Klotzsch ex O. E. Schulz = Chamaedorea Willd.
- Sublimia Comm. ex Mart. = Hyophorbe Gaertn.
- Synechanthus H. Wendl.
- Wendlandiella Dammer